# اسلام در سوئیس
اسلام دومین دین بزرگ سوئیس به‌شمار می‌رود و مسلمانان این کشور بیش از هشت درصد از جمعیت این کشور را تشکیل می‌دهند. مسلمانان در تمامی شهرهای سوئیس پراکنده‌اند. مراکز مراسم مذهبی مسلمانان به حدود ۹۰ مرکز می‌رسد.
در سال ۲۰۱۰ ساختن مناره برای مساجد در سوییس ممنوع اعلام شد که با واکنش مسلمانان، مخالفت دولت سوئیس، سازمان ملل متحد، اتحادیه اروپا وسازمان‌های حقوق بشر همراه شد.

## مناره‌ها
در طی نظرسنجی که در ۲۹ نوامبر ۲۰۱۰ به درخواست حزب مردم از احزاب دست راستی سوئیس و اتحادیه فدرال دموکراتیک انجام شد، ۵۸٪ از رأی دهنگان به ممنوعیت ساخت مناره جدید برای مساجد رأی مثبت دادند.